# Pardal-de-garganta-amarela
O Pardal-de-garganta-amarela (nome científico: Gymnoris xanthocollis, antiga nomenclatura: Petronia xanthocollis) é uma espécie de ave da família Passeridae. É nativa do Afeganistão, Catar, Cuaite, Emirados Árabes Unidos, Índia, Irão, Iraque, Nepal, Omã, Paquistão, Síria e Turquia e pode ser encontrada no Arábia Saudita, Barém, Israel, Líbano e Seri Lanca.

## Habitat
Pode ser encontrada em áreas abertas, em colinas ou margens de rios com árvores, também podendo ser encontrada em áreas de cultivo com árvores secas e vilas e áreas desabitadas com jardins.

## Reprodução
Se reproduz entre abril e julho no Iraque e no Afeganistão e entre fevereiro e maio e não se conhece seu período reprodutivo na Europa. O ninho é construído com tufos de cabelo, penas, relva, lã e pelos e forrado com penas, onde as cavidades restantes são preenchidas. São construídos em áreas cobertas, incluindo fendas em árvores, buracos em muros e construções e pode fazê-lo em ninhos antigos de outra espécie. Põe entre três e quatro ovos.

## Alimentação

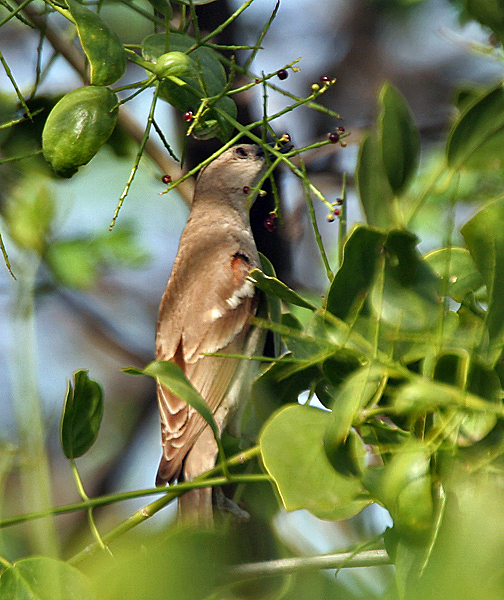
Um espécime se alimentando de pequenas frutas.

Se alimenta de vegetais, principalmente de sementes, como cereais cultivados e também de pequenas frutas e néctar. Durante a época reprodutiva, podem comer insectos.

## Migração
É migrante no oeste do Paleártico. No norte e noroeste da área de ocorrência, a espécie migra do leste da Turquia para o Paquistão e o norte da Índia durante o verão. No sul a espécie é semi-migrante com alguns espécimes migrando para o sul da área de reprodução no inverno.